# اگراهرا، سندور
اگراهرا، سندور (به انگلیسی: Agrahara, Sandur) یک منطقهٔ مسکونی در هند است که در کارناتاکا واقع شده‌است.